# آلان شاكسون
آلان شاكسون (بالإنجليزية: Alan Shaxon)‏ (28 ديسمبر 1933 - 27 أكتوبر 2012) كان ساحرًا محترفًا ورئيسًا سابقًا للدائرة السحرية. كان متخصصًا في عروض الملاهي وتم اعتباره أحد أهم السحرة في إنجلترا.
توفي في 27 أكتوبر 2012 بعد مرض قصير.

## روابط خارجية
- آلان شاكسون على موقع IMDb (الإنجليزية)
- آلان شاكسون على موقع ديسكوغز (الإنجليزية)
- آلان شاكسون على موقع قاعدة بيانات الفيلم (الإنجليزية)

- آلان شاكسون في قاعدة بيانات الأفلام على الإنترنت
- آلان شاكسون - موقع ساحر متطور